# Cayo Loco
Cayo Loco es el nombre de una pequeña isla que pertenece a la República de Cuba, se ubica en la bahía de Cienfuegos en las coordenadas geográficas 22°09′03″N 80°27′21″O / 22.15083, -80.45583 administrativamente es parte de la provincia cubana de Cienfuegos, 225 kilómetros al suroeste de la ciudad de La Habana. Antes de 1959 hubo allí una importante base naval de la Marina de Guerra cubana, donde 5 de septiembre de 1957 hubo una insurrección militar contra el gobierno de Fulgencio Batista, dirigida por Dionisio San Román, que fue apresado y asesinado 7 días después en La Habana. Allí se produjeron enfrentamientos entre leales y opositores al presidente Fulgencio Batista con un número no precisado de fallecidos y heridos. Después de 1959 se inauguró un museo para recordar esos hechos.